# Aniela Sławska
Aniela Sławska (ur. 2 sierpnia 1918 w Poznaniu, zm. 25 maja 1997 tamże) – polska historyk sztuki i kustoszka.

## Życiorys
Urodziła się w rodzinie Stanisława i Izabeli z domu Motty (1892–1975), była wnuczką Jana Motty'ego. Miała starszą siostrę Marię (1916–1977). Wczesne dzieciństwo spędziła w Gdańsku, gdzie ojciec był delegatem polskiego rządu do Rady Portu. Ukończyła Liceum Generałowej Zamoyskiej w Poznaniu, uzyskała świadectwo dojrzałości w 1937 i podjęła naukę na Wydziale Historii Sztuki Uniwersytetu Poznańskiego. Studia przerwała w 1939, z uwagi na wybuch II wojny światowej. 
Podczas okupacji pracowała w sklepie cukierniczym i jako buchalter w banku. Pisała w tym czasie bajki z własnymi ilustracjami. 
23 lutego 1945 podjęła pracę w Muzeum Wielkopolskim (była jedną z pierwszych osób, które weszły do gmachu po usunięciu Niemców), interesując się przede wszystkim malarstwem i rzeźbą średniowieczną. Jednocześnie w 1947 ukończyła przerwane studia z zakresu historii sztuki (praca magisterska pt. Wystroje wielkopolskich kościołów OO. Reformatów i twórczość reformatorskiego snycerza Antoniego Schultza). W 1950 została kustoszem Działu Malarstwa Polskiego XVI–XVIII wieku. Wspólnie z Teresą Ruszczyńską redagowały Katalog Zabytków Sztuki Województwa Poznańskiego (29 zeszytów, lata 1958–1980). Była organizatorką wystaw i autorką prac naukowych poświęconych zabytkom muzeum. Wyjeżdżała w celach naukowych do Francji i Szwecji, m.in. głosząc tam wykłady. Wykładała również historię sztuki na Akademii Muzycznej w Poznaniu. Była członkiem Komisji Historii Sztuki Poznańskiego Towarzystwa Przyjaciół Nauk i honorowym członkiem Stowarzyszenia Historyków Sztuki. Była inicjatorką sprowadzenia do katedry poznańskiej ołtarza z Góry Śląskiej, który do dziś jest głównym ołtarzem katedralnym. W zamian gruntownie wyremontowano kościół w Górze. Podczas prac w terenie nabawiła się astmy, na którą zmarła. 
Zmarła w Poznaniu, pochowana 2 czerwca 1997 (w pogrzebie uczestniczył m.in. prof. Janusz Ziółkowski) na cmentarzu junikowskim (pole 26-4-11). 
Była bratanicą Marii Wicherkiewicz, jej stryjem był architekt Roger Sławski.

## Ordery i odznaczenia
- Krzyż Kawalerski Orderu Odrodzenia Polski (1970)[6]
- Złoty Krzyż Zasługi (19 lipca 1955)[7]
- Srebrny Krzyż Zasługi (13 października 1948)[8]
- Medal 10-lecia Polski Ludowej (28 lutego 1955)[9]